# Municipio de Jackson (condado de Fountain)
El municipio de Jackson (en inglés: Jackson Township) es un municipio ubicado en el condado de Fountain en el estado estadounidense de Indiana. En el año 2010 tenía una población de 628 habitantes y una densidad poblacional de 6,72 personas por km².

## Geografía
El municipio de Jackson se encuentra ubicado en las coordenadas 39°59′54″N 87°8′55″O / 39.99833, -87.14861. Según la Oficina del Censo de los Estados Unidos, el municipio tiene una superficie total de 93.44 km², de la cual 93,2 km² corresponden a tierra firme y (0,26 %) 0,24 km² es agua.

## Demografía
Según el censo de 2010, había 628 personas residiendo en el municipio de Jackson. La densidad de población era de 6,72 hab./km². De los 628 habitantes, el municipio de Jackson estaba compuesto por el 98,25 % blancos, el 0,16 % eran asiáticos, el 0,32 % eran de otras razas y el 1,27 % eran de una mezcla de razas. Del total de la población el 0,32 % eran hispanos o latinos de cualquier raza.